# 全米プロボウラーズ協会
全米プロボウラーズ協会（英語：Professional Bowlers Association "PBA" ）は、アメリカ合衆国におけるプロボウリング運営団体。

## 歴史
- 1958年、ニューヨーク州シラキュースで設立。当初は33人の選手が所属されたが、2000年3月には元マイクロソフトの経営陣クリス・ピータース、ロブ・グレーザーとマイク・スレードの3人によって買収された。その後本部をワシントン州シアトルに移転し、2005年秋にフレッド・シュライアーが新会長に選出された。

- 2006年現在、会員数は4100人で、そのうち700人がPBAツアーに参戦可能な人数である。PBAツアーはほかに女子シリーズとシニアツアー、下部ツアーのリージョナルツアーがある。

- 2012-2013シーズンは2012年11月から2013年11月まで開催されたため、シーズン内にワールドシリーズ・オブ・ボウリングが2度開催された。これは2014シーズンからシーズンの区切りが変更されたため。また、2月開催であった全米オープンは7月開催に変更された。

- PBAはCBSスポーツネットワークと5試合分の放映権の複数年契約を締結。2013年5月に「GEICO PBA Summer Swing 」シリーズ（全5試合）を創設し、その試合模様がCBSスポーツネットワークで中継されることになった[4]。

- 2014年の全米オープンがスポンサー不足により中止となる事態に陥った。2015年以降3年間は開催が確定している。[5]

- 2014年、米国外初のリージョナルツアーとして日本地区が誕生した。2014-2015シーズンは女子3大会を含む7大会が開催される。[6]

- 2014年9月2日、PBAは、ボウリング専門誌「ボウラーズ・ジャーナル」を出版するルビー出版と協定を締結するとともに、両社の業務を円滑に進めていくため、PBA本部をシアトルからルビー出版オフィスがあるシカゴに移転することになった[2]。

- 2018年、PBA創設60周年を迎え、様々なイベントが開催された。

- 2018年3月19日、PBAとFOX SPORTSは2019年シーズンから複数年のテレビパートナー契約を締結したことを発表した。2時間番組としてアメリカ4大ネットワーク放送のFOX、またはFS1で全米生中継されることになり、プライムタイムでの放送や、新しい対戦方式の大会、マルチウィークのプレイオフ、ユニークな方式のツアーファイナルなどが提供される。この発表についてPBAのCEO兼コミッショナーであるトム・クラーク氏は「PBAは、ファン、選手、ボウリング業界にとって最高の放送パートナーを捜し求めており、それはFOX SPORTSだと判断した」、「我々はPBAツアーが全米ネットワーク放送に復帰することにとても興奮している」と語った[7]。

- 2018年5月30日、FOX SPORTSで放送される2019年シーズンの放送スケジュールが発表された。アメリカ4大ネットワーク放送のFOXで5回、FS1で26回放送され、合計放送時間は昨年のスケジュールの2倍となる60時間にもおよび、19回も生中継されるのは11年ぶりとなる。1999年以来、最もPBAが全米ネットワーク放送で活動的になる。PBAプレイオフの新しい方式は、2019年1月6日からスタートする13のシーズン戦により選抜された24名により10のプレイオフ戦が開催され、4月8日から第1ラウンド24対戦がFS1で生中継される。そして6月1日と2日に準決勝と決勝がFOXで全米ネットワーク生中継され、優勝者には賞金10万ドルが与えられる。4つのメジャー大会も生中継され、プロボウリングの国際的ビッグイベントであるワールドシリーズ・オブ・ボウリングは5夜連続でプライムタイムに生中継されるという革命的な放送となる。また、チーム戦であるPBAリーグは初めて全試合をFS1でプライムタイムに生中継される。PBAにとっては歴史的なテレビスケジュールとなった[8]。

## PBAツアー
PBAツアーは、全米プロボウリング協会（PBA）が運営するツアートーナメントである。大会数はその年によって異なるが、多い年で30近くの大会が開催される。過去、10月から翌年4月までを1シーズンとして開催されていたが、2014年からは1月から12月までが1シーズンとして開催されている。2019年からは1月から6月までがツアーシーズン（プレイオフを含む）となり、7月はPBAリーグが開催される。

### メジャー大会
メジャー大会は、PBAツアーにおける権威ある大会である。もっとも歴史があり、かつもっとも困難なレーンコンディションで競われる「全米オープン」をはじめ、計5つの大会により構成されている。賞金も他のツアー戦より倍か、あるいはそれ以上となる。例えば、2011年の「PBAトーナメント・オブ・チャンピオンズ」では賞金総額100万ドル、優勝賞金25万ドルという、ボウリング大会としては破格の賞金（PBA史上最高）が提供されたこともある。
| PBAメジャー大会                                                         |
| ----------------------------------------------------------------------- |
| PBAワールドチャンピオンシップ（PBA World Championship ）                |
| USBCマスターズ（United States Bowling Congress Masters ）               |
| 全米オープン（Bowling's U.S. Open - Men ）                              |
| PBA・トーナメント・オブ・チャンピオンズ（PBA Tournament of Champions ） |

### シリーズ・スイング
シリーズおよびスイングは、ある短期間に複数の大会を集中開催（TV決勝のみ期間を空けて開催することもある）する、PBAツアー戦に含まれる大会である。選手たちは短期間で複数の大会に出場できるため、移動や滞在の負担を減らすというメリットがある反面、短期間に多くの試合を行わなければならないので、体力、精神的にもタフさが要求される。また集中開催される複数の大会は、ほぼすべて異なるオイルパターンが採用されており、すべての大会で好成績を収めるには高い技術も要求される。そのため、シリーズ戦の複数の大会を優勝する選手には自然と高い技術が認められることになる。一方、とある大会（オイルパターン）に限って好成績を収めるような選手も現れており、選手たちの個性を垣間見ることもできる。

#### ワールドシリーズ・オブ・ボウリング（WSOB）
11月にラスベガスのサウスポイントホテル・カジノ＆ボウリングセンターで開催される「ワールドシリーズ・オブ・ボウリング（WSOB）」は、とくに移動や滞在の負担が大きいアメリカ国外の選手たちが集まるシリーズ戦であり、一度の短期間の滞在でボウリング最高峰のPBAツアー戦に4〜5大会参戦できるとあって、アメリカ国外の選手たちには好評である。またアメリカ国外選手による優勝も増えてきており、ボウリングの国際的発展にも貢献しているシリーズ戦である。
| ワールドシリーズ・オブ・ボウリング（GEICO PBA World Series of Bowling ）…11月開催・全6大会 |
| --- |
| WTBA・ワールド・ボウリング・ツアー・ファイナル（WTBA Bayer Advanced Aspirin World Bowling Tour Final Presented by the PBA ） …世界テンピンボウリング協会のワールド・ボウリング・ツアー年間ポイントランキング男女上位3名による年間王者決定戦 |
| チーター・チャンピオンシップ（Alka Seltzer Plus Cold Cheetah Championship ） |
| バイパー・チャンピオンシップ（WSOB Viper Championship ） |
| カメレオン・チャンピオンシップ（WSOB Chameleon Championship ） |
| スコーピオン・チャンピオンシップ（Bowlers Journal PBA Scorpion Championship ） |
| PBAワールドチャンピオンシップ（PBA World Championship ） …上記4大会の成績上位者出場 |
| デトロイト・ウインター・スイング（PBA Detroit Winter Swing ）…1月開催・全5大会 |
| プロトーナメント予選（Pro Tournament Qualifier ） |
| カルメン・サルビノ・クラシック（Carmen Salvino Classic ） |
| マーク・ロス・クラシック（Mark Roth Classic ） |
| ドン・カーター・クラシック（Don Carter Classic ） |
| アール・アンソニー・プレイヤーズ・チャンピオンシップ（Earl Anthony Players Championship ） |
| サマー・スイング（GEICO PBA Summer Swing ）…5月下旬〜6月上旬開催・全5大会 |
| バジャー・オープン（Badger Open ） |
| ウルフ・オープン（Wolf Open ） |
| ベアー・オープン（Bear Open ） |
| ミルウォーキー・オープン（Milwaukee Open ） |
| キング・オブ・ザ・スイング（GEICO King of the Swing presented by Lucas Oil ） …上記4大会各上位5名出場 |

## PBAインターナショナルツアー（ワールド・ボウリング・ツアー）
ワールド・ボウリング・ツアー（WBT）は、ボウリングの国際統括団体である世界テンピンボウリング協会（WTBA）が統括するツアートーナメントであり、また、PBAインターナショナルツアーとしてPBAから公認されたツアートーナメントである。毎年世界各地で大会が開催され、PBAの一部メジャー大会もツアーに含まれる。男子と女子の各ポイントランキング上位3選手は、11月の「ワールドシリーズ・オブ・ボウリング」内で開催されるファイナル戦に出場することができる。

## PBAリーグ
2012-2013シーズンより始まったリーグ戦（PBA The League）は、アメリカの著名な俳優、プロスポーツ選手（引退選手も含む）等、計8人をオーナーに迎えて8チームを結成、各チームの代表を務めるPBA選手がドラフト会議でチーム編成を行い、PBA選手6名（代表選手含む）のチームにより競われるリーグ戦である。2013シーズンは初戦のオールスター戦と最後のファイナル戦（エリアス・カップ）を含め、計7大会開催された。
| PBAリーグ 2013シーズン                                              | PBAリーグ 2013シーズン                              | PBAリーグ 2013シーズン | PBAリーグ 2013シーズン | PBAリーグ 2013シーズン | PBAリーグ 2013シーズン | PBAリーグ 2013シーズン | PBAリーグ 2013シーズン | PBAリーグ 2013シーズン | PBAリーグ 2013シーズン |
| チーム名                                                            | オーナー                                            | 代表選手               | 成績                   | 成績                   | 成績                   | 成績                   | 成績                   | 成績                   | 成績                   |
| チーム名                                                            | オーナー                                            | 代表選手               | R1                     | R2                     | R3                     | R4                     | R5                     | Points                 | Elias Cup              |
| ------------------------------------------------------------------- | --------------------------------------------------- | ---------------------- | ---------------------- | ---------------------- | ---------------------- | ---------------------- | ---------------------- | ---------------------- | ---------------------- |
| ダラス・ストライカーズ Dallas Strikers                              | テレル・オーウェンス （NFL選手）                    | ノーム・デューク       | 4位 8pt                | 4位 5pt                | 6位 3pt                | 5位 4pt                | 2位 8pt                | 4位 28pt               | 3位                    |
| ニューヨーク・シティ・WTT・キングピンズ New York City WTT Kingpins  | ビリー・ジーン・キング （元女子テニス選手）         | ピート・ウェバー       | 2位 12pt               | 1位 12pt               | 2位 8pt                | 1位 12pt               | 8位 1pt                | 1位 45pt               | 優勝                   |
| フィラデルフィア・ヒットメン Philadelphia Hitmen                    | ケヴィン・ハート （俳優・コメディアン）             | ビル・オニール         | 7位 3pt                | 2位 8pt                | 3位 6p                 | 8位 1pt                | 7位 2pt                | 7位 20pt               |                        |
| エル・エー・エックス L.A. X                                         | クリス・ポール （NBA選手）                          | ジェイソン・ベルモンテ | 6位 5pt                | 5位 4pt                | 7位 2pt                | 6位 3pt                | 1位 12pt               | 5位 26pt               |                        |
| デトロイト・モータウン・マッスル Detroit Motown Muscle              | ジェローム・ベティス （元NFL選手）                  | マイク・フェーガン     | 3位 9pt                | 3位 6p                 | 1位 12pt               | 3位 6p                 | 4位 5pt                | 2位 38pt               | 2位                    |
| ブルックリン・スタイルズ BROOKLYN STyLES                            | ジェシー・ウィリアムズ （俳優）                     | ショーン・ラッシュ     | 1位 18pt               | 7位 2pt                | 4位 5pt                | 2位 8pt                | 6位 3pt                | 3位 36pt               | 4位                    |
| シルバー・レイク・アトム・スプリッターズ Silver Lake Atom Splitters | クリス・ハードウィック （俳優・コメディアン・MC等） | クリス・バーンズ       | 5位 6pt                | 6位 3pt                | 5位 4pt                | 4位 5pt                | 3位 6p                 | 6位 24pt               |                        |
| ピッツバーグ・ジャック・ラビッツ Pittsburgh Jack Rabbits            | ラマー・ウッドリー （NFL選手）                      | オスク・パレマ         | 8位 2pt                | 8位 1pt                | 8位 1pt                | 7位 2pt                | 5位 4pt                | 8位 10pt               |                        |

## PBA50ツアー
PBAシニア・ツアーは、50歳以上の選手たちに出場資格が与えられたツアートーナメントである。2000シーズンより毎年開催されている。
2013シーズンからは「PBA50ツアー」としてリニューアル。大会数も充実し、最終戦には年間ポイントランク上位3名によるテレビ決勝が、11月のワールドシリーズ・オブ・ボウリング内で開催されることになった。

## PBA女子シリーズ
PBA女子シリーズは、PBA運営による女子選手のツアートーナメントである。過去に、2007シーズン（4大会）、2008シーズン（9大会）、2009-2010シーズン（7大会）と、3シーズンにわたり開催されてきたが、以降は一部の大会を残して女子シリーズは終了している。
なお、女子選手は男子選手のPBA大会に出場可能である。しかし、男女の体力差、技術差もあって、女子選手が男子の大会で好成績を収めるのは非常に困難である。そんな中、2010年の「トーナメント・オブ・チャンピオンズ」において、ケリー・クリックが女子選手として初めて男子大会、しかもメジャー大会での優勝を成し遂げて話題となった。
| 現在も開催されているPBA女子大会                                 |
| --------------------------------------------------------------- |
| リプトン全米オープン女子（Lipton Bowling's U.S. Open - Women ） |
| USBCクイーンズ（United States Bowling Congress Queens ）        |

## PBAリージョナルツアー
PBAリージョナルツアーは、PBAツアーの下部にあたるツアートーナメントである。2014年現在、米国のセントラル、イースト、ノースウエスト、ミッドウエスト、サウス、サウスウエスト、ウエスト、米国外の日本、計8地区がPBAにより運営されている。

## 日本開催

### PBAツアー
1985年から日本プロボウリング協会との共催により、東京で「ジャパンカップ ボウリング」が開催されていた。PBA側からは毎回、PBAのポイントランキング上位者やPBAが選出した選手など、20名前後が招待選手として来日、大会に参加する。近年は本大会もPBAツアーの一戦として扱われており、日本人選手でも優勝すればPBAトーナメント・オブ・チャンピオンズの出場資格を得ることができる。
2015年からはジャパンカップに代わる新たな大会として「DHCカップ PBAジャパン インビテーショナル」が開催されている。
| 日本国内で開催されているPBA大会                                             |
| --------------------------------------------------------------------------- |
| ラウンドワン ジャパンカップ ボウリング（Round1 Japan Cup Bowling ）         |
| DHCカップ PBAジャパン インビテーショナル（DHC Cup PBA Japan Invitational ） |

### リージョナルツアー
2014年より、PBAツアーの下部ツアーであるリージョナルツアーが、初めて米国外である日本に設けられることになった。2014-2015シーズンは女子大会3つを含む7大会が開催される。この7大会を通して好成績を収めた選手には「DHCカップ PBAジャパン インビテーショナル」の出場シード権が与えられる。参加はオープン（女子大会は女子限定）であり、プロ・アマ関係なく出場できる。またアマ選手でも入賞すれば賞金が与えられる。

## テレビ放送
米国
近年はESPNがPBAツアーをほぼ独占的に放送している（録画中継、場合により生中継）。なお2012-2013シーズンより創設される夏のシリーズ戦「GEICO PBA Summer Swing 」全5試合はCBSスポーツネットワークが放送する。2019年からはFOX SPORTSがPBAツアーやPBAリーグを放送する。
日本（PBA中継）
以前はNHK BS1で放送されていた時期もあった。その後は2002年から2012年までスカイ・A sports+のPBA Perfect Premiumで、ESPNの中継映像に日本語解説（番組司会にプロボウラーの坂内保友、2代目アシスタント宮下ジェイミー静、ゲスト解説プロ）を合わせて放送されていた（ただし2012年は冒頭の試合紹介以外はESPNの中継映像をそのまま放送、一部選手コメントには日本語字幕を挿入していた）。
2013年は当初は放送局が未定であったが、ドリームスシリーズお笑いチャンピオンボウリングを放送している縁で、フジテレビ系列のフジテレビNEXTで放送されることになった。実況はフジテレビアナウンサーの田淵裕章、解説はプロボウラーの吉田樹弐亜。2014年からはフジテレビONEで放送されている。
日本（ジャパンカップ中継）
「ジャパンカップ」は当初からNHK BS1で放送されてきたが、2011年大会が中止されたことをきっかけに、2012年から創設された「インターナショナル・ボウリング・チャンピオンシップ・サポーテッドバイDHC」に放送が切り替わり、以後、「ジャパンカップ」は再開した2012年大会はフジテレビ系列で、2013年大会からはスカイ・A sports+で放送されることになった。

## PBA公認オイルパターン
PBAでは様々な公認オイルパターンがあり、大会ごとに使い分けられている。通称アニマルパターンと呼ばれる、「ワールドシリーズ・オブ・ボウリング」の各大会で採用される特徴的なパターンから、往年の名選手の名前を冠したパターン、大会名を冠したパターンなどがある。
Viper
- オイルの長さ：37フィート
- ヴァイパーは色々な角度から獲物を狙う。ボウラー達はこのパターンで様々な角度を使うことになる。

Shark
- オイルの長さ：43フィート
- このパターンはボウラーをレーン深い真ん中へ誘う。深海のサメをイメージしている。

Scorpion
- オイルの長さ：41フィート
- サソリは危険で動きを予測出来ない。このパターンのように。攻める場所をしっかり決めないと刺される危険がある。

Chameleon
- オイルの長さ：39フィート
- カメレオンは危険に応じて色を変える。色々な投球技術を用いてこのレーンを攻略する事が出来るか？

Cheetah
- オイルの長さ：35フィート
- この足が速いチーターはあまり危険度が無さそうに見えるが、油断は禁物。油断すると置いていかれる。幅が少ないガター付近でスコアが出せるか？

Earl Anthony
- オイルの長さ：40フィート

Dick Weber
- オイルの長さ：39フィート

Carmen Salvino
- オイルの長さ：40フィート

Detroit Open
- オイルの長さ：42フィート

Mexico City
- オイルの長さ：45フィート
- 2012・WTBA・ワールド・ボウリング・ツアー・ファイナルで使用。

Don Johnson
- オイルの長さ：45フィート

Don Carter
- オイルの長さ：50フィート

Mark Roth
- オイルの長さ：46フィート

Badger
- オイルの長さ：52フィート
- PBAツアー最長オイル。

Bear
- オイルの長さ：40フィート

Wolf
- オイルの長さ：32フィート
- PBAツアー最短オイル。

USBC Masters
- オイルの長さ：39フィート

PBA Tournament of Champions
- オイルの長さ：39フィート

PBA World Championship
- オイルの長さ：41フィート

U.S. Open
- オイルの長さ：39フィート
- ボウリングにおいて最も過酷なオイルデザインになっている。 39フィート先までレーン全面均一にオイルが塗られており、繊細なコントロールと、激しいコンディションの変化に対応する技術が求められる。

PBA50 Viper
- オイルの長さ：37フィート

PBA50 Shark
- オイルの長さ：43フィート

PBA50 Scorpion
- オイルの長さ：41フィート

PBA50 Chameleon
- オイルの長さ：39フィート

PBA50 Cheetah
- オイルの長さ：35フィート

Typical League Pattern
- オイルの長さ：フィート

USBC White
- オイルの長さ：40フィート

## 公式スポンサー
- バーバソル（Barbasol ）
- ブランズウィック（Brunswick ）
- ガイコ（GEICO ）
- ホテルプランナードットコム（HotelPlanner.com ）
- ジャックリンクス（JACK LINK'S ）
- USBC（United States Bowling Congress ）
- ボウルモアAMF（Bowlmor AMF ）